# Mathuata Province
Mathuata Province är en provins i Fiji.   Den ligger i divisionen Norra divisionen, i den nordöstra delen av landet, 200 km norr om huvudstaden Suva. Antalet invånare är 72 441. Mathuata Province ligger på ön Vanua Levu.